# Pittsburgh in the rain
Pittsburgh in the rain is een single van Leon de Graaff. Het was een van de drie singles die de zanger uitbracht, het bleef een eendagsvlieg.
Pittsburgh in the rain is geschreven door Leon de Graaf en Alan Parfitt, ook wel bekend van The Cats. Het arrangement werd verzorgd door Bert Paige. De muziekproducent was Boudewijn de Groot, die in die jaren Paige als vaste arrangeur had. Ook het platenlabel Philips Records is terug te voeren op De Groot. Pittsburgh in the rain verscheen op het verzamelalbum Look out, een samenwerking tussen diskjockeys van Hilversum III en Phonogram.
Het lied gaat over een vluchtend meisje/vrouw uit het warme Albuquerque naar het regenachtige Pittsburgh. Daar ontmoet de zanger haar, ze worden verliefd. Op zijn vraag om in Pittsburgh een gezin te stichten antwoordde ze, dat een gezin wel mogelijk is, maar dan in Albuquerque.

## Hitnotering
De Belgische BRT Top 30 en de Vlaamse Ultratop 30 werden niet bereikt.

### Nederlandse Top 40
| Positie: | 39 | 28 | 30 | uit |

### NederlandseHilversum 3 Top 30
| Positie: | 28 | 28 | uit |

### NPO Radio 2 Top 2000
| Nummer met noteringen in de NPO Radio 2 Top 2000 | '99  | '00 | '01  |
| ------------------------------------------------ | ---- | --- | ---- |
| Pittsburgh in the rain                           | 1664 | -   | 1819 |

1. ↑  Een '-' betekent dat het nummer niet was genoteerd en een vetgedrukt getal geeft de hoogste notering aan.
2. ↑  Deze tabel is bijgewerkt tot en met de laatste editie (2024).